# Butua
Butua (també Butwa) fu un antic regne al sud-est del modern Zimbàbue. Era el principal lloc de comerç d'or pels mercaders àrabs i després portuguesos. És esmentat per primer cop pels portuguesos el 1512 però existia ja anteriorment.
El país fou governat pels togwa o torwa fins que vers el 1600 s'hi van establir els pastors rozwi. El 1683 el rei rozwi Changamir Domgo va entrar en guerra contra els karanga que tenien l'hegemonia regional (el rei dels quals era el monomotapa) i va vèncer el 1684. Els seus reis portaven el nom de Changamir o Changamire i per això la dinastia es va dir "dels changamires".
El darrer rei efectiu fou Tohwechipi Changamire "Chibamubamu", que va fugir el 1857 i fou capturat el 1866 i el territori va passar a la Companyia Britànica de Sud-àfrica (BSAC)